# Medetera femoralis
Medetera femoralis är en tvåvingeart som beskrevs av Becker 1922. Medetera femoralis ingår i släktet Medetera och familjen styltflugor. Inga underarter finns listade i Catalogue of Life.